# Paul DiMeo
Paul DiMeo (Media, Pennsylvania, 13 juni 1958) is een Amerikaanse televisiepersoonlijkheid, filantroop, ontwerper en timmerman. Hij is regelmatig als teamlid te zien in de realitysoap Extreme Makeover: Home Edition. Hij groeide op in een familie van vijf kinderen. Paul studeerde af op de Penncrest High School in de klas van 1976. Op school was hij erg actief in de studentenactiviteiten, van toneelstukken tot de studentenraad.
DiMeo was de organisator van de renovatieproject getiteld "Loft Living". In dit project renoveerde hij met anderen lofts in en rondom de stad New York. Later verhuisde hij naar Los Angeles, Californië, waar hij het project voortzette.
Tegenwoordig woont DiMeo in Los Angeles samen met zijn vrouw, Kelly, waar hij een marketing-/arbeidsbureau High Meadows Production, Inc runt.
Volgens DiMeo zelf was hij uitgenodigd om in het team van Extreme Makeover: Home Edition te komen vanwege zijn mopperige manier van doen tijdens zijn auditie. Soms werd hij geïmiteerd op Saturday Night Live vanwege zijn gewoonte om regelmatig en herhaaldelijk te huilen tijdens elke aflevering van Extreme Makeover. Zijn bekendste kenmerken tijdens de afleveringen zijn zijn bril, zijn zwarte brandweershirts en zijn brandweerhelm die hij vaak draagt.
Hij is ook te zien in een infomercial voor WORX Trivac die hij presenteert.

## Televisie
Naast Extreme Makeover: Home Edition, heeft Paul DiMeo in meer programma's een rol gehad. Zo was hij o.a. in 2007 te zien in de Amerikaanse versie van Dancing with the Stars waar hij in ronde 9 afviel.
- Extreme Makeover: Home Edition (2004-2012)
- At Home with the Brave for the Holidays (2004); als zichzelf en als presentator
- Less Than Perfect (2005)
- Extreme Makeover: Home Edition - How'd They Do That? (2005)
- 6ABC Boscov's Thanksgiving Day Parade (2006)
- Dancing with the Stars (2007) als zichzelf
- Infanity (2007) als zichzelf in de afleveringen over EM:HE
- Second Act (2013)
- Building Wild (2014)

## Films
In 2009 had Paul DiMeo een kleine rol in een korte film. In de film Broken speelde hij de rol van een baas.